# گیلدیرلی (قره‌عیسی‌لی)
گیلدیرلی (به ترکی استانبولی: Gildirli) یک منطقهٔ مسکونی در ترکیه است که در کارایسالی واقع شده‌است.